# 美しき残酷な世界
「美しき残酷な世界」（うつくしきざんこくなせかい）は、日笠陽子の楽曲。マイクスギヤマが作詞、石塚玲依が作曲を手掛けた。デビューシングルとして2013年5月8日にポニーキャニオンから発売された。「日笠陽子ソロプロジェクト」3か月連続リリースの第1弾。

## 背景、制作
日笠陽子のデビューシングルであり、テレビアニメ『進撃の巨人 Season1』の前期エンディングテーマである。
日笠は、2009年4月放送のテレビアニメ『けいおん!』以降、声優として多くのキャラクターソングを歌うも、「役者として自信を持ってないような人間がデビューなんかしちゃダメだ」との思いから、アーティストデビューのオファーを断り続けていた。しかしその後主要な役柄を演じることが増え、テレビアニメ『ロウきゅーぶ!』でのユニット「RO-KYU-BU!」によるライブなどで非常に楽しい経験をしたことから心境に変化が生じ、諦めずに何度も声をかけ続けてくれたプロデューサーの想いを受け止め、アーティストデビューを決心する。
そして、2012年12月8日に行われたテレビアニメ『進撃の巨人』製作発表会見で、エンディングテーマを歌うことと歌手として活動することを発表した。翌2013年2月8日には、「美しき残酷な世界」というタイトルで同年5月8日にポニーキャニオンからリリースされることが発表された。さらに、本曲を皮切りに3か月連続でCDをリリースすることも発表され、発表に合わせて公式サイトを開設した。
2012年12月8日の会見で、日笠は「鋭意制作中ですが、アニメの世界観に合った曲になると思います」と語っており、また別の場でも「『進撃の巨人』のエンディングであれば、この曲は日笠陽子の楽曲である以上に作品のためにあるべきだと思うんです」と語っている。
レコーディングは、日笠自身も「謎」と表現する3時間という短い時間で録り終えてしまう、理由として「作品の世界観が決まっているから」と答えている。

## 音楽性
「美しき残酷な世界」は、テレビアニメ『進撃の巨人』の監督・荒木哲郎が歌詞を監修した作品のために作られた楽曲であり、曲調は重厚なサウンドスケープをもった、ボトムの効いたロック。
日笠は、ソロではバンドサウンドがやりたいというイメージが明確にあり、また作品に寄り添うことを自身の個性にしたいと語っている。

## リリース
シングルは初回限定盤（PCCG-01343）と通常盤（PCCG-70180）の2種リリースで、初回限定盤には本曲のミュージック・ビデオを収録したDVDが同梱されている。
ミュージック・ビデオは、壁の外に出たいというテレビアニメ『進撃の巨人』の主人公・エレンの気持ちが反映された内容で、栃木県宇都宮市大谷町にある大谷石地下採掘場跡で極寒の中撮影された:163。
シングルのカップリング曲「Starting line」は、ストレートで疾走感溢れるロックナンバーで、元々はアルバム『Glamorous Songs』に収録するために選ばれた:163。

## ライブ・パフォーマンス
楽曲の初披露は、2013年3月31日に開催された「アニメコンテンツエキスポ2013」の『進撃の巨人』ステージイベントにて行われた。さらに、2013年8月25日に個人としては初めてAnimelo Summer Liveに出演し、本曲を歌っている。

## 収録曲
| #         | タイトル                           | 作詞           | 作曲      | 編曲      | 時間  |
| --------- | ---------------------------------- | -------------- | --------- | --------- | ----- |
| 1.        | 「美しき残酷な世界」               | マイクスギヤマ | 石塚玲依  | 根岸貴幸  | 4:56  |
| 2.        | 「Starting line」                  | 稲葉エミ       | 奈良悠樹  | 奈良悠樹  | 3:37  |
| 3.        | 「美しき残酷な世界」(Instrumental) |                |           |           | 4:56  |
| 4.        | 「Starting line」(Instrumental)    |                |           |           | 3:36  |
| 合計時間: | 合計時間:                          | 合計時間:      | 合計時間: | 合計時間: | 17:05 |

| #  | タイトル                          | 作詞 | 作曲・編曲 |
| -- | --------------------------------- | ---- | ---------- |
| 1. | 「美しき残酷な世界」(Music Video) |      |            |

## 参加ミュージシャン
美しき残酷な世界
- 小池弘之 – ストリングス
- 菰口雄矢 – ギター

Starting line
- 奈良悠樹 – ギター
- 櫻井陸来 – ベース
- 山内“masshoi”優 – ドラム

## プロモーション
- 雑誌
  - 『リスアニ!』 Vol.13（2013年4月25日）[3]
  - 『声優グランプリ』 2013年6月号（2013年5月10日）※表紙と巻頭特集に初登場[13]
- テレビ番組
  - リスアニ!TV #58（2013年5月10日）[14]
- ラジオ番組
  - おに魂（2013年5月8日）[15]
  - ミュ〜コミ+プラス（2013年5月8日）[4]
  - A&G 超RADIO SHOW〜アニスパ!〜（2013年5月11日）[16]

## チャート
| チャート（2013年）                     | 最高位 |
| -------------------------------------- | ------ |
| オリコンデイリー                       | 7      |
| オリコン週間                           | 9      |
| オリコン月間                           | 41     |
| Billboard Japan Hot 100                | 35     |
| Billboard Japan Hot Animation          | 8      |
| Billboard Japan Top Singles Sales      | 7      |
| サウンドスキャンジャパン（初回限定盤） | 5      |
| CDTV（5月18日放送）                    | 9      |